# Bastian Schneider (Schriftsteller)
Bastian Schneider (geboren 3. Februar 1981 in Siegen) ist ein deutscher Schriftsteller und Dichter.

## Leben
Bastian Schneider wuchs in Siegen auf. Nach dem Zivildienst studierte er Psychologie sowie deutsche und französische Literatur in Marburg und Paris. Das Literaturstudium schloss er mit einer Arbeit über den Einfluss Friedrich Nietzsches auf die Lyrik Paul Celans ab.
2010 zog Schneider nach Wien, wo er sich für den damals neu gegründeten Studiengang Sprachkunst an der Universität für angewandte Kunst einschrieb. Hier entdeckte er für sich die sogenannte kleine Form – Miniaturen, Kürzestgeschichten, Prosagedichte –, die für sein Schreiben stilbildend ist.
Von 2011 bis 2016 betreute Schneider die deutsche Gesamtausgabe der Werke von James Tiptree Jr. für den Septime Verlag, für den er auch die Gedichte Tiptrees sowie die Kurzgeschichte 007 in New York von Ian Fleming erstmals ins Deutsche übertrug.
2016 erschien sein Debüt Vom Winterschlaf der Zugvögel im Wiener Sonderzahl Verlag. Im selben Jahr nahm er am Ingeborg-Bachmann-Preis in Klagenfurt teil. Aus dem dort vorgestellten Text ging das Buch Die Schrift, die Mitte, der Trost. Stadtstücke (2018) hervor. Dem folgte mit Paris im Titel (2020) ein dritter Band mit Kurzprosa. 2022 erschien Schneiders erster Roman Das Loch in der Innentasche meines Mantels, in dem er das eigene Verschwinden zum Thema macht. In seinem Zollstock Alphabet, das 2024 in der parasitenpresse in Köln erschien, widmet er sich in 26 literarischen Miniaturen dem gleichnamigen Kölner Stadtviertel (Veedel).
Bastian Schneider ist Gastdozent für Literarisches Schreiben an der Universität zu Köln. Er lebt in Köln und Wien.

## Werke

### Als Autor
- Vom Winterschlaf der Zugvögel, Sonderzahl Verlag, Wien, 2016. ISBN 978-3-85449-449-2
- Irgendwo, jemand. Gedichte, parasitenpresse, Köln, 2017.
- İstanbul, harika, Edisyon Ekmek, Köln/Istanbul, 2017.
- Die Schrift, die Mitte, der Trost. Stadtstücke, Sonderzahl Verlag, Wien, 2018. ISBN 978-3-85449-493-5
- Eine Naht aus Licht und Schwarz. Graphic Novel, zus. m. Moussa Kone u. Walter Pamminger, Sonderzahl Verlag, Wien, 2018. ISBN 978-3-85449-496-6
- Paris im Titel, Sonderzahl Verlag, Wien, 2020. ISBN 978-3-85449-548-2
- Das Loch in der Innentasche meines Mantels, Sonderzahl Verlag, Wien, 2022. ISBN 978-3-85449-606-9
- Zollstock Alphabet, parasitenpresse, Köln, 2024. ISBN 978-3-518-43109-2
- TAG AM POOL. Gedichte, Edisyon Ekmek, Köln/Istanbul, 2024.
- Die Liebe der Korallen. Kleines Archiv des Verschwindens, zus. m. Petra Piuk, Sonderzahl Verlag, Wien, 2024. ISBN 978-3-85449-661-8

### Als Übersetzer
- Ian Fleming, 007 in New York, in: Die Großstädter, Septime Verlag, Wien, 2012. ISBN 978-3-902711-10-6
- James Tiptree Jr., Nette Zettel, in: Wie man die Unendlichkeit in den Griff bekommt, Essays, Briefe & Gedichte, Septime Verlag, Wien, 2016. ISBN 978-3-902711-42-7

### Als Herausgeber
- In Kleinigkeiten bedeutend, edition minutien, Köln, 2019.
- FarbRaumKörper, edition absolut, Duisburg, 2020.
- Wenn der Wind, Edisyon Ekmek, Köln/Istanbul, 2024.

## Auszeichnungen
- 2008: Prix des Étudiants de Service Culturel d’Université de Sorbonne
- 2013: Stipendiat des Klagenfurter Literaturkurses
- 2015: Walldorf-Stipendium
- 2016: Rolf-Dieter-Brinkmann-Stipendium
- 2017: Förderpreis des Landes NRW
- 2018: Dresdner Lyrikpreis; 2. Preis beim Feldkircher Lyrikpreis
- 2019: Dieter-Wellershoff-Stipendium
- 2020: Wiener Literaturstipendium
- 2022: Internationale Literaturdialoge[3] (zus. m. Petra Piuk)
- 2023: Reinhard-Priessnitz-Preis[4]
- 2023/24: Arbeitsstipendium der Kunststiftung NRW

## Namensvettern
Der österreichische Regisseur, Schauspieler und Schriftsteller Hans Karl Breslauer verwendete Anfang der 1940er Jahre den Namen „Bastian Schneider“ als Pseudonym für seine ebenfalls sehr kurzen Texte, die er in Zeitschriften wie dem damals sehr populären Wiener Magazin veröffentlichte. Im Herbst 2017 wiederum erschien in Lettre International Nr. 118 ein Text mit dem Titel „Bastian Schneider“, den der spanische Schriftsteller Enrique Vila-Matas verfasst haben soll.